# Chiusano d'Asti
Chiusano d'Asti är en ort och kommun i provinsen Asti i regionen Piemonte i Italien. Kommunen hade 223 invånare (2018).